# Anglická fregata Tredagh (1654)
Tredagh byla anglická fregata vybavená 50 děly. Objednána byla u loďaře Sira Phinease Pettema v Ratcliffu v loděnicích Chatham Dockyard v roce 1652. Na vodu byla spuštěna 22. května 1654 pod názvem Tredagh. Byla pojmenována po irském městě Drogheda, jehož alternativní jméno znělo Tredagh.

## Historie
Po restauraci v roce 1660 byla Tredagh přejmenována na HMS Resolution. Dne 25. února 1665 (podle juliánského kalendáře, 7. března 1666 podle gregoriánského). HMS Resolution bojovala v bitvě u Lowestoftu, která byla částí druhé anglo-nizozemské války jako vlajková loď admirála Roberta Sansuma. Dne 25. července 1666 (4. srpna 1666) bojovala v tzv. dvoudenní bitvě u North Foreland pod vedením kapitána Willoughby Hannama jako vlajková loď admirála Sira Johna Harmana. V bitvě najela na mělčinu a byla Nizozemci zapálena.